# 統計委員会
統計委員会（とうけいいいんかい）は、日本の公的統計制度全体について、またはそのなかで作成される個別の統計について、審議・調査・提言をおこなう学識経験者による合議制組織である。統計法（平成19年法律第53号） 44条により、従来の統計審議会（1952-2007年）に代わって2007年10月1日に内閣府に設置された。その後、2015年（平成27年）の法改正 により、総務省に移動した。
日本の行政組織においては、同名の組織が過去2回（1882年および1946-1952年）つくられている 。これらについては「日本の公的統計制度の歴史」を参照。

## 所掌事務
統計委員会は、統計法 の定めるところにより、つぎの事務をおこなう。

### 統計制度全体
統計法4条は、日本の公的統計を整備するための基本計画（公的統計の整備に関する基本的な計画）を作成するよう定めている。この基本計画はおおむね5年ごとに変更される。この基本計画の作成・変更にあたっては、総務大臣が統計委員会の意見を聴いたうえで案を作成し、閣議で決定する。
また、基本計画以外にも、日本の統計と統計制度の発達・改善に関して、総務大臣の諮問に応じて調査審議すること、またそれらの事項に関して総務大臣に意見を述べることができる。公的統計の整備に関して必要がある場合には、関係行政機関に、総務大臣を通じて勧告することができる。多くの統計で共通して利用される統計基準（日本標準産業分類など）についても同様である。

### 基幹統計
行政機関等が作成する統計のうちで特に重要なものとして総務大臣が指定するのが基幹統計、それを作成するための調査が基幹統計調査である。これらの指定・承認・変更・解除については、調査・審議を統計委員会がおこない、その意見を総務大臣が聴いて決定する。
国民経済計算の作成基準については、特に内閣総理大臣に対して意見を述べる権限が統計委員会にあたえられている（統計法6条2項）。

### 統計データ利用
統計調査によるデータを匿名化した匿名データを行政機関が作成する場合、あらかじめ統計委員会の意見を聴かなければならない（統計法35条2項）。

## 組織

### 委員等
統計委員会の委員は13名以内である（統計法46条）。学識経験のある者から内閣総理大臣が任命する（47条）。委員の互選により、委員長を選ぶ（49条）。委員の任期は2年であるが、再任することができる（48条）。
必要に応じて、特別の事項の調査審議にあたる臨時委員と、専門の事項を調査する専門委員を置くことができる（46条）。これらも内閣総理大臣が任命する（第47条）。臨時委員・専門委員は、当該の調査審議等が終了した時点で解任される（48条）。
委員・臨時委員・専門委員はいずれも非常勤である（48条）。

### 幹事
統計委員会には幹事がおかれ、委員・臨時委員・専門委員の補佐にあたる。幹事は、関係行政機関の職員のうちから、内閣総理大臣が任命する（第49条の2）。

### 委員会・分科会・部会
委員会は原則として毎月1回開催する。
必要に応じて、分科会・部会をおくことができる。現在 (2020年10月以降) 設置されている分科会・部会はつぎのとおりである 。
評価分科会
統計委員会の権限に属する事項のうち、統計技術の観点から評価を行い、その結果に基づき意見を述べる事項を所掌
企画部会
統計と統計制度の発達・改善に関する重要事項、基幹統計作成機関への協力要請に関する事項、3つ以上の部会に関連する横断的課題、他の部会の所掌でない事項を所掌
国民経済計算体系的整備部会
国民経済計算、産業連関表に関する事項を所掌
人口・社会統計部会
人口、労働、家計、住宅、厚生、文化、教育など、国民生活・社会統計に関する事項を所掌
産業統計部会
農林水産業、鉱工業、公益事業、建設統計に関する事項を所掌
サービス統計・企業統計部会
通信、運輸、商業、貿易、物価、サービス業、流通、環境、財政、金融、企業経営、事業所全般を対象とする統計など、企業統計に関する事項を所掌
統計基準部会
統計基準に関する事項を所掌
統計制度部会
政令や省令の制定／改廃に関する事項および基幹統計調査の匿名データに関する事項を所掌
統計作成プロセス部会
統計作成プロセスの水準の向上に関する事項を所掌